# 鹿屋市立細山田中学校
鹿屋市立細山田中学校 (かのやしりつほそやまだちゅうがっこう) は、鹿児島県鹿屋市串良町細山田4943-1に位置する公立中学校。

## 概要
鹿屋市の公立小学校のうち、鹿屋市立細山田小学校のほか、鹿屋市立東原小学校・鹿屋市立串良小学校からの入学も見られる。
鹿屋市立細山田中学校は昭和22年に串良町立串良第二中学校として設立された。昭和30年に正門が完成し、校歌と校訓も同年に制定された。部活動の盛んな学校として有名で、特にバレーボール部は昭和49年の９人制バレー県大会での優勝を皮切りに、同年には６人制での全国大会の出場を果たしたこともある。
昭和44年には生徒数463人を数える時代もあったが、少子化に伴い、平成11年以降は100人台まで減少し、現在に至っている。（令和5年度の生徒数95人)
「細中音頭」という学校独自の音頭があり、毎年体育祭で一つのプログラムとして生徒全員が踊っている。

## 主な学校行事
- 4月：春季休業→新任式、1学期始業式、入学式
- 5月：宿泊学習（１年時）
- 6月：地区総体
- 7月：1学期終業式→夏季休業
- 8月：奉仕作業　ー夏季休業ー
- 9月：夏季休業→2学期始業式、体育祭
- 10月：特になし
- 11月：文化祭
- 12月：校内駅伝大会、2学期終業式→冬季休業

年をまたいで…（なおも冬季休業）
- 1月：冬季休業→3学期始業式
- 2月：特になし（各々バレンタインイベント開催）
- 3月：一日遠足（3年時）クラスマッチ、卒業式、離任式、3学期終業式→春季休業

## 学校外活動
- 2022年1月に開催された第55回鹿児島県中学校音楽コンクール「春の祭典」に当時の2年生が学校で初めて出場した。結果は銀賞だった。

## 部活動
現在活動している部活動は下記の6つである。
- 弓道部（大会入賞多数）
- 剣道部
- 女子バレーボール部
- 男子ソフトテニス部（大会入賞多数）
- 女子ソフトテニス部（大会入賞多数）
- 軟式野球部